# Ungureni (gmina Tătărăști)
Ungureni – wieś w Rumunii, w okręgu Bacău, w gminie Tătărăști. W 2011 roku liczyła 97 mieszkańców.